# Partito Riformatore Estone
Il Partito Riformatore Estone (in estone Eesti Reformierakond, ER) è un partito politico estone di orientamento liberale fondato nel 1994.

## Storia
Il partito è membro di pieno diritto dell'Internazionale Liberale dal 1996, dopo esserne stato membro osservatore fra 1990-1996; è inoltre membro di pieno diritto dell'ALDE. Presidente dell'ER è Andrus Ansip, mentre Kaja Kallas ne è la leader.
ER è stato al governo dal 1995 al 1997 in coalizione con il Partito della Coalizione Estone (conservatore); dal 1999 al 2001 con il l'Unione della Patria ed il Partito Popolare Moderato (oggi Partito Socialdemocratico), dal 2002 al 2003 con il Partito di Centro Estone e dal 2003 al 2005 nuovamente con l'Unione della Patria. Dal 2005 al 2007 Ansip ha svolto l'incarico di primo ministro, in una coalizione con i Centristi e l'Unione Popolare Estone.
Alle elezioni parlamentari del 1995 ER ottenne il 16,2%, eleggendo 19 deputati e superando del 2% i Centristi, ma ottenendo appena la metà dei voti del Partito della Coalizione Estone.
Alle elezioni parlamentari del 1999 i riformatori scesero al 15,6% e persero un seggio, venendo superati sia dai centristi che dall'Unione della Patria.
Nelle elezioni parlamentari del 2003, con il 17,7% e 19 seggi, il partito mantenne la terza posizione, sempre dietro i centristi e Unione della Patria.
Alle elezioni parlamentari del 2007, il partito ha incrementato i propri consensi, passando dal 17,7 al 27,8% ed eleggendo ben 31 deputati. ER è divenuto, così, il primo partito estone, superando, anche se di appena due seggi, il Partito di Centro Estone. L'ER ha sottratto voti soprattutto alle due formazioni conservatrici: l'Unione Patria e Res Publica e l'Unione Popolare Estone.
Alle elezioni parlamentari del 2011, il partito ha ottenuto il 28,6% dei voti ed il leader estone Ansip è stato riconfermato Primo ministro. Nel marzo 2014 subentra alla guida del governo Taavi Rõivas.
I riformatori estoni sostengono il governo insieme all'Unione Patria e Res Publica.
Alle europee del 2014 il movimento raccoglie il 24,% ed elegge 2 deputati.
Alle elezioni parlamentari del 2015 il partito ottiene il 27,7% dei voti e 30 seggi, il leader Taavi Rõivas viene riconfermato primo ministro in un governo di coalizione.

## Presidenti
- Siim Kallas (1994–2004)
- Andrus Ansip (2004–2014)
- Taavi Rõivas (2014–2017)
- Hanno Pevkur (2017–2018)
- Kaja Kallas (dal 2018)

## Risultati elettorali
| Elezione          | Voti    | %     | Seggi    | Posizione               |
| ----------------- | ------- | ----- | -------- | ----------------------- |
| Parlamentari 1995 | 87.531  | 16,19 | 19 / 101 | Maggioranza             |
| Parlamentari 1999 | 77.088  | 15,92 | 18 / 101 | Maggioranza             |
| Parlamentari 2003 | 87.551  | 17,69 | 19 / 101 | Maggioranza             |
| Parlamentari 2007 | 153.044 | 27,82 | 31 / 101 | Maggioranza             |
| Parlamentari 2011 | 164.255 | 28,56 | 33 / 101 | Maggioranza             |
| Parlamentari 2015 | 158.971 | 27,69 | 30 / 101 | Maggioranza Opposizione |
| Parlamentari 2019 | 162.363 | 28,93 | 34 / 101 | Opposizione Maggioranza |
| Parlamentari 2023 | 190.659 | 31,24 | 37 / 101 | Maggioranza             |

| Elezione     | Voti   | %     | Seggi |
| ------------ | ------ | ----- | ----- |
| Europee 2004 | 28.372 | 12,22 | 1 / 6 |
| Europee 2009 | 60.877 | 15,33 | 1 / 6 |
| Europee 2014 | 79.849 | 24,31 | 2 / 6 |
| Europee 2019 | 87.160 | 26,24 | 2 / 6 |